# Vladimír Fuka
Vladimír Fuka, který po emigraci do USA užíval pseudonym Vladimír Fuka-Hervert (5. února 1926 Písek – 29. března 1977 New York) byl český typograf, ilustrátor, grafik a malíř. Od roku 1967 žil v emigraci v USA spolu se svou ženou Evou Fukovou a dcerou Irenou.

## Život
Vladimír Fuka se narodil v Písku, ale již od roku 1929 žil s rodiči v Praze. Za války v letech 1941-1945 navštěvoval Státní grafickou školu. Byl v té době zaměstnán v ateliéru Josefa Sudka, kde se seznámil se svou ženou Evou Podešvovou. Po válce studoval v letech 1945-1947 na Akademii výtvarných umění v Praze v ateliéru prof. Otakara Nejedlého a později u prof. Vlastimila Rady. Jeho spolužákem byl v letech 1945-1946 i Mikuláš Medek. Roku 1950 se oženil s Evou Podešvovou.
Od roku 1951 se zabýval převážně knižní grafikou a ilustrací. Fukovy doma navštěvoval okruh literátů a výtvarníků kolem Jiřího Koláře a bývalé Skupiny 42 (Kamil Lhoták) nebo malíř Karel Souček). Později se scházeli jako stolní společnost v kavárně Slavia, do které patřili také spisovatel Zdeněk Urbánek, překladatelé Emanuel Frynta a Josef Schwarz, básník Jan Hanč a skladatel Jan Rychlík. Skupina si vyměňovala postřehy ze svých osobních deníků a vydala několik čísel samizdatového "literárně-absurdně-folklorního magazínu" Magáč, která se ale nezachovala. Lhoták a Fuka spolu kreslili a malovali obrazy nazvané po vzoru surrealistů "kadávry".
Roku 1958 se zúčastnil přípravy Světové výstavy Expo 58 v Bruselu. V roce 1960 mu byla udělena Cena nakladatelství Československý spisovatel za výtvarnou spolupráci. V té době onemocněl cukrovkou a roku 1960 byl těžce zraněn a strávil několik měsíců v nemocnici. V 60. letech podnikl mnoho cest do zahraničí (SSSR, Bulharsko, Belgie, Německo, Jugoslávie, Švýcarsko, Řecko, Polsko, Itálie, Kanada a USA), ale cestoval sám a rodina zůstávala doma jako rukojmí režimu. Roku 1967 byl vyzván Jiřím Trnkou, aby se podílel na přípravě českého pavilonu na Expo 67 v Montrealu. Po mezinárodním úspěchu expozice byl navržen na vysoké státní vyznamenání, které odmítl přijmout.
V únoru 1967 spolu se svou ženou a dcerou Irenou emigroval do USA a roku 1973 obdržel americké občanství. V letech 1972–75 pobýval v Evropě. Nejprve si léčil cukrovku v sanatoriu v německém Schwarzwaldu, později žil u Bodamského jezera a spolupracoval s německými nakladateli. Roku 1975 se vrátil do USA, ale 29. března 1977 na následky cukrovky zemřel v Rhinebecku, New York.
Byl postupně členem uměleckých sdružení SVU Mánes (1947), SČVU (1949), The International Center for Typhographic Arts (1962), Umělecká beseda (1963).

### Ocenění
- 1959 Bronzová medaile, Lipsko
- 1960 Cena nakladatelství Československý spisovatel
- 1964 Zlatá medaile, Bologna
- 1965 Grand Diplome D´Honneur na Bienale dell´Umorismo dell´Arte
- 1966 První cena, Lipsko
- 1966 Druhá cena BIB, Bratislava
- 1959 – 1966 pět prvních cen za Nejkrásnější knihu roku

## Dílo
Vladimír Fuka již během studia měl autorské výstavy obrazů a akvarelů v divadle Větrník (1946) a ve Vilímkově galerii (1949). Později se prosadil především jako kreslíř a ilustrátor. Od 50. let si vedl kreslené deníky, do nichž jako "konfrontáž" vlepoval výstřižky z dobového tisku. Byl informován o světovém dění z poslechu zahraniční rozhlasové stanice Svobodná Evropa a deníky dobře ilustrují i jeho vztah k oficiální komunistické propagandě. Knižně vyšel roku 2010 deník napsaný roku 1952. Obsahuje 123 datovaných listů s kresbami a novinovými výstřižky. Je pozoruhodným vizuálním záznamem každodenního života a zároveň svědectvím o temném období československé historie. Na kresbách se často objevují osamělé figury těch, kteří stojí mimo dav a 50. léta jsou zachycena se vší svou tísnivostí, hrůzou a beznadějí. Deníky se podařilo po Fukově emigraci uchovat díky statečnosti jeho přítele Emanuela Frynty.
V padesátých letech vytvářel temně existenciální obrazy (cyklus Klaun). Po první cestě do ciziny roku 1957, během níž navštívil Řecko, Itálii a Jugoslávii, se jeho výtvarný styl změnil a Fuka tvořil tempery, které jsou abstrakcí krajiny viděné z letadla. V pozdějším díle byl ovlivněn estetikou bruselského stylu a vycházel z reálných motivů, které jsou v obrazech rozpoznatelné, zatímco pozadí je abstraktní (Bílý obraz s létajícími předměty, 1959). Roku 1956 vydala Artia v trojjazyčné verzi, určené pouze pro zahraničí, Fukovy Imaginární portréty, kde reflektoval své osobní vnímání některých osobností světové kultury (Picasso, Kafka, Rimbaud, ad.). Od poloviny 50. let ilustroval díla světové literatury v českých překladech, v 60. letech především poezii a dětské knížky.
V šedesátých letech si vytvořil osobitou grafickou zkratku, využívající černých kontur, kolorovaných jasnými barvami. V té době již byl považován za výjimečného a virtuózního kreslíře. Fuku zajímala především architektura a atmosféra města, reklamy, poutače a technika, kdežto figury jsou načrtnuty několika tahy a většinou mají karikaturní rysy. Nejpozději od Světové výstavy Expo 58 v Bruselu byl Fuka obeznámen s díly Saula Steinberga a byl jimi částečně ovlivněn.
Spolu s Jiřím Kolářem vydal roku 1964 dětskou knihu V sedmém nebi, která v následujícím roce na prestižním veletrhu knižních ilustrací v Bologni získala Zlatou medaili. Roku 1964 navštívil New York a vytvořil soubor kreseb, které nakladatelství Albatros objednalo ke knižnímu vydání. Roku 1965 Fuka navštívil město podruhé s autorem textu Zdeňkem Mahlerem a o chystané knize vyšel článek ve švýcarském časopisu Graphis. Po Fukově emigraci roku 1967 byl celý náklad knihy zničen a Zdeňku Mahlerovi se podařilo zachránit pouze maketu knihy, která pak vyšla až roku 2008.
Poté, co byl roku 1960 dlouhodobě hospitalizován, se jeho malířským tématem staly labyrinty, jako metafora místa, ze kterého není úniku. V jeho volné tvorbě, která zahrnuje kresby, malby i reliéfy odlité do bronzu (Partitura labyrintu, bronz, 1963) se odráží precisnost Fukovy knižní grafiky, která byla těžištěm jeho díla. Po návštěvě New Yorku se tématem jeho Labyrintů, malovaných na kruhový formát, stal pohled na toto město z ptačí perspektivy, se zachovaným obrysem a abstraktním systémem linií labyrintu, který ho vyplňuje (Rameauova skladba z přijímače vozu parkujícího na Times Square, 1966). Jeho Velkým Labyrintem bylo celé komunistické Československo, které se mu v celku jevilo jako nestravitelné a svou složitostí nezachytitelné. Labyrint se drobil na každodenní nově vznikající hraniční čáry, uzávěry cesty, neprostupné linie. Proto byl rozhodnut Velký Labyrint opustit a roku 1967 s celou rodinou emigroval do USA (Labyrint Manhattanu, 1967). Jeho obraz Devět sluncí z roku 1968 na nezvyklém vertikálním formátu, kde vzcházející slunce-terč postupně vytlačuje z obrazu labyrint, jako by naznačoval závan optimismu z uvolnění politické situace. Jiný obraz ze stejného období zobrazuje uprostřed malou bílou plochu, snad představující osobní azyl umělce, který je obklopen labyrintem řetězového převodu zadržujícího koláž z textů. Ty jsou symbolem vyprázdněných slov a frází, která na něj z vnějšku dotírají.
Jeho tvorba ze 70. let, po odchodu do emigrace, se soustřeďuje na detail. Fuka byl bytostným skeptikem a navíc těžce postižen svým onemocněním cukrovkou, proto v jeho kresbách postupně vytrácí dojem lehkosti a labyrinty se stávají tématem existenciálním. Během pobytu v USA Fuka spolupracoval s řadou nakladatelství - Macmillan, Holt, Rinehart & Winston, Doubleday, McGrawHill, ad.

### Ilustrace (výběr)
- Oldřich Syrovátka, Pojďme, děti, do cirkusu, Praha 1953
- Walt Whitman, Stébla trávy, 1955
- Václav Cibula, Jezero Naděje, 1955
- Jan Čarek, Co si povídaly stroje, 1955
- Julian Tuwim, Zázraky a divy, 1955
- Stanislav Lem, Nepromarněný čas, 1956
- John Galsworthy, Moderní komedie, 1957
- Zdeněk Pluhař, Kříže rostou k Pacifiku, 1958
- Ilja Ilf, Jevgenij Petrov, Zlaté telátko, 1958
- Ilja Ilf, Jevgenij Petrov, Dvanáct křesel, 1959
- Ludvík Aškenazy, Putování za švestkovou vůní, 1959
- Antonio Gramsci, Sešity z vězení, 1959 (obálka)
- Karel Čapek, Život a dílo skladatele Foltýna (fotogramy Eva Fuková), 1960
- Kingsley Amis, Šťastný Jim, 1960
- Hana Doskočilová, Pohádky pro děti, mámy a táty, 1961
- Oldřich Syrovátka, Zatoulané písmenko, 1961
- Karel Konrád, Rinaldino Dinah, 1961 (předsádka a ilustrace)
- Vladimír Fuka, Jiří Kolář, Nápady pana Apríla, 1961
- Sappak V a kol., Čtyřikrát o televizi, 1961 (obálka)
- Jiří Robert Pick, Hovory s veverkou, 1963
- Ray Bradbury, Marťanská kronika, 1963
- Juan Goitisolo, Spodina, SNKLU Praha 1963 (obálka a vazba)
- Vladimír Fuka, Jiří Kolář, V sedmém nebi, anekdoty, hádanky a hry pro malé, velké i veliké, mladé, starší i stařičké, 1964 (přeloženo do tří jazyků, nové vydání Albatros 2013)
- Alain Robbe-Grillet, Gumy, SNKLU Praha 1964 (obálka a vazba)
- Zdeněk Mahler, Jak se stát bubeníkem královské gardy, 1965
- Květoslav Chvatík, Smysl moderního umění, ČsS Praha 1965 (obálka)
- Bohumil Říha, Dětská encyklopedie, 1966
- Antoine de Saint-Exupéry, Malý princ, 1966
- Bohumil Hrabal, Pábitelé, MF Praha 1966 (obálka, vazba, frontispis)
- Jiří Weil, Hodina pravdy, hodina zkoušky, ČsS Praha (obálka a vazba)
- Toman Brod, Tobrucké krysy, 1967
- Smith J. Steel: City Song, 1970
- Gianni Rodari, Zip v televizoru, 1971
- Jens Sigsgaard, Pavlík sám na světě, 2014

### Autorské výstavy
- 1946 Vladimír Fuka: Kresby a akvarely, Divadlo Větrník, Praha 1
- 1949 Vladimír Fuka: Obrazy, Galerie Jos. R. Vilímek, Praha
- 1958 Vladimír Fuka: Imaginární portrét, Galerie Československý spisovatel, Praha
- 1960 Vladimír Fuka: Skizzy k obrazům, Laterna Magica Praha
- 1962 Vladimír Fuka, Malá galerie Čs. spisovatele Praha
- 1964 Vladimír Fuka: Labyrinty, partitury, Galerie Fronta, Praha
- 1994 Vladímír Fuka, Galerie Ztichlá klika, Praha
- 1996 Vladimír Fuka: Cesta labyrintem: Souborné dílo, Státní galerie výtvarného umění v Chebu
- 1996 Vladimír Fuka: Cesta labyrintem: Souborné dílo, Muzeum umění Olomouc
- 1997 Vladímír Fuka, Staroměstská radnice Praha

### Katalogy
- Obrazy Vladimíra Fuky, text Hlaváček Jaroslav, 12 s., Galerie Jos. R. Vilímek, Praha 1949
- Vladimír Fuka: Imaginární portrét, texty Bartovský Václav, Fuka Vladimír, Urbánek Zdeněk, 8 s. Galerie Československý spisovatel, Praha 1958
- Vladimír Fuka: Labyrinty, Partitury. 28 s., Galerie Fronta, Praha 1964
- Vladimír Fuka, texty Grögerová Bohumila, Hiršal Josef, Primus Zdenek, Urbánek Zdeněk, 16 s., Galerie Ztichlá klika, Praha 1994
- Vladimír Fuka, Cesta labyrintem, 248 s., Státní galerie výtvarného umění, Cheb 1996
- Vladimír Fuka-Vyskladněno/vystaveno…a zase naopak, text Aleš Kisil, kat.výst., Galerie Smečky, Praha 2007